# Route départementale 4 (Hautes-Pyrénées)
Pour les articles homonymes, voir Route départementale 4.
La route départementale 4, ou RD 4, est une route départementale des Hautes-Pyrénées reliant Vidouze à Sénac.

## Descriptif

### Longueur
L'itinéraire présente une longueur de 25,5 km.

### Nombre de voies
La RD 4 est sur la totalité de son tracé bidirectionnelle à deux voies.

### Tracé
La RD 4 traverse le département d'ouest en est à l'est de l’agglomération de Vic-en-Bigorre, à partir de Vidouze en limite des Pyrénées-Atlantiques et rejoint Sénac à l'intersection de la route départementale D 6.
Elle raccorde le Pays du Val d’Adour au Pays des Coteaux.

## Communes traversées
- Vidouze
- Larreule
- Caixon
- Nouilhan
- Vic-en-Bigorre
- Camalès
- Bazillac
- Escondeaux
- Lacassagne
- Sénac

## Gestion, entretien et exploitation

### Organisation territoriale
En 2021, les services routiers départementaux sont organisés en cinq agences techniques départementales et 25 centres d'exploitation qui ont pour responsabilité l’entretien et l’exploitation des routes départementales de leur territoire. 
La RD 4 dépend des agences du Pays du Val d’Adour et du Pays des Coteaux et des centres d'exploitation de Vic-en-Bigorre et de Trie-sur-Baïse.

### Exploitation
En saison hivernale, le département publie une carte des conditions de circulation (C1 circulation normale, C2 délicate, C3 difficile, C4 impossible).

## Galerie

Sélection de vues des villages traversés.
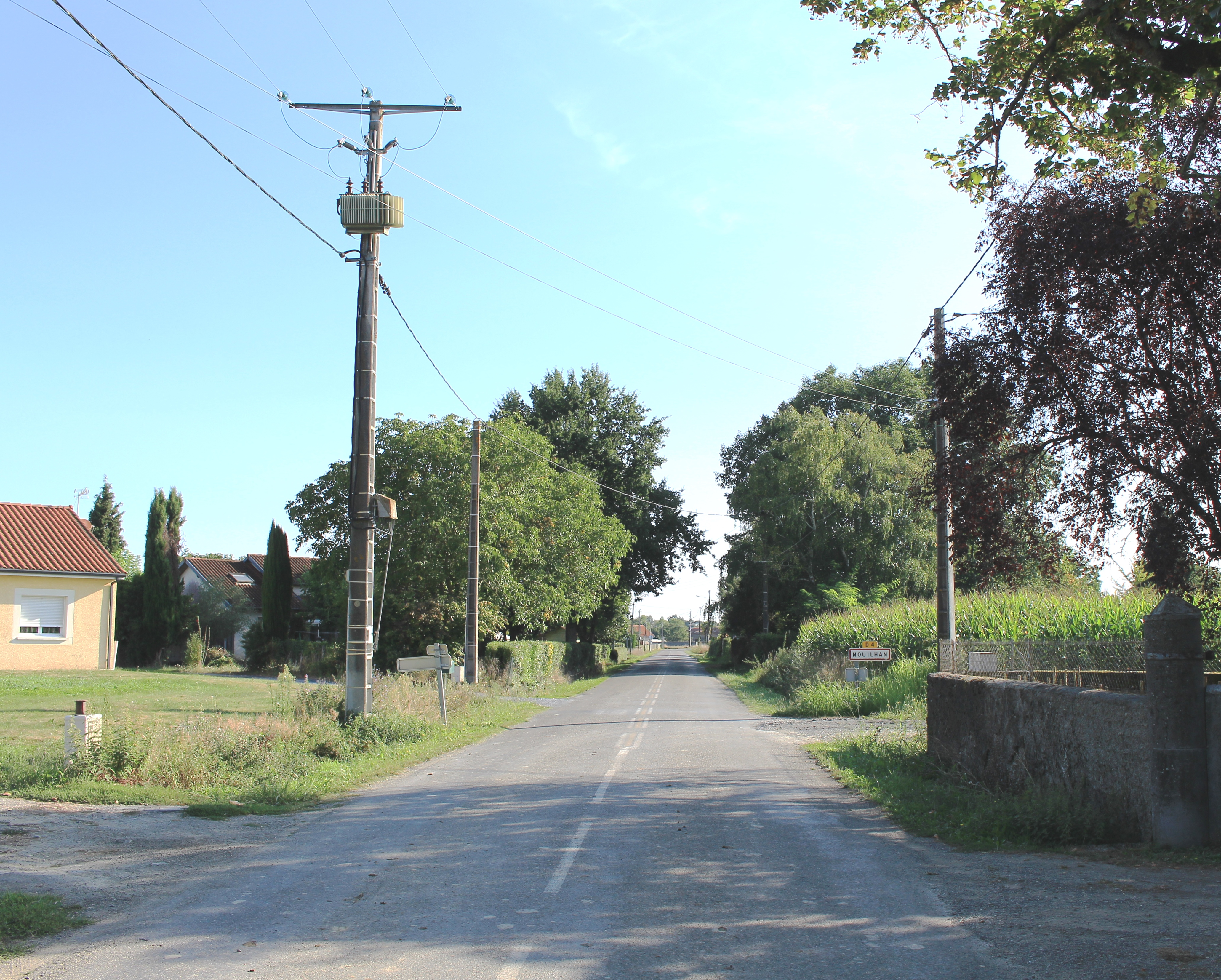
Entrée Sud-Ouest de Nouilhan
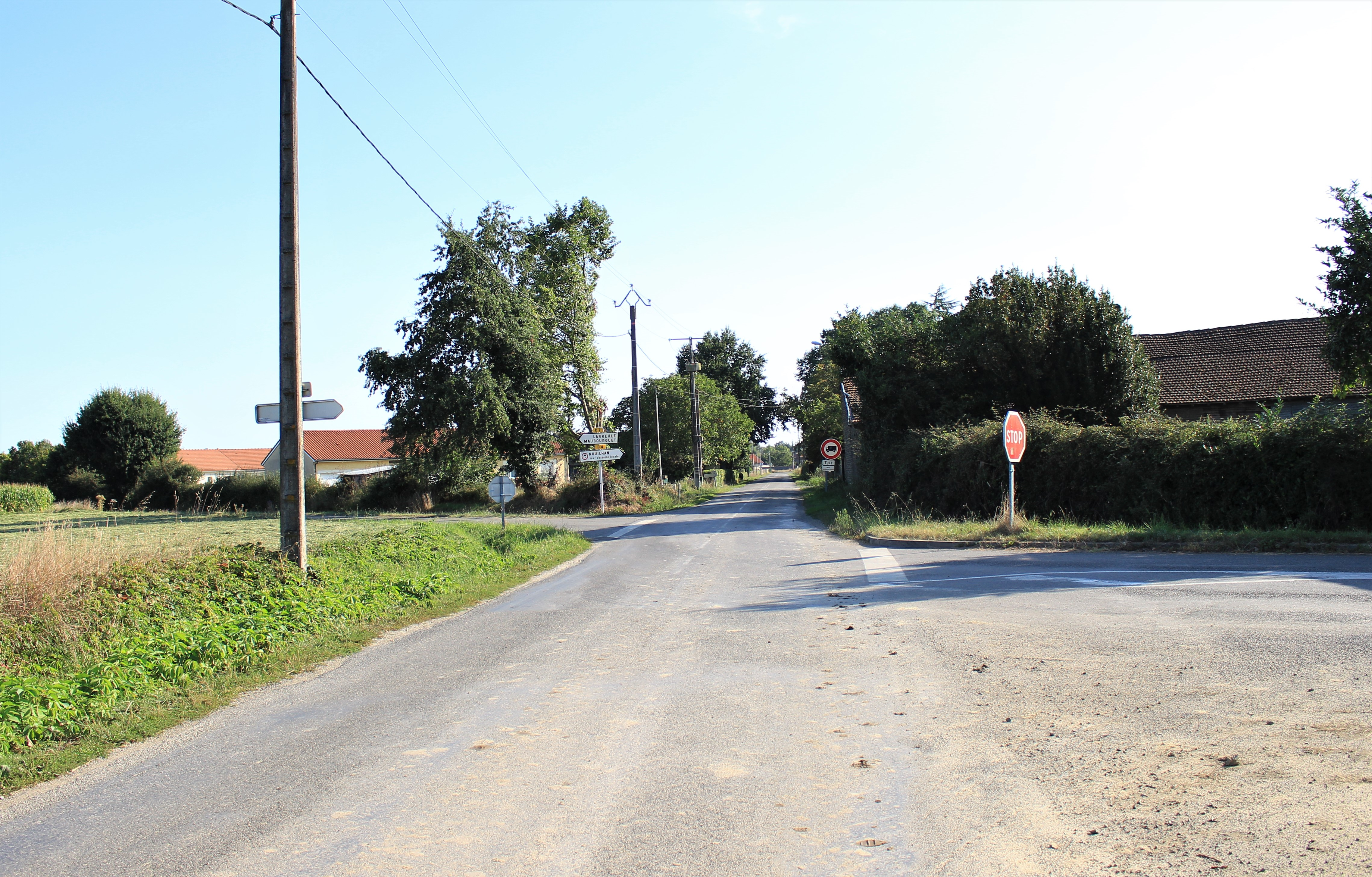
Intersection avec la RD7.
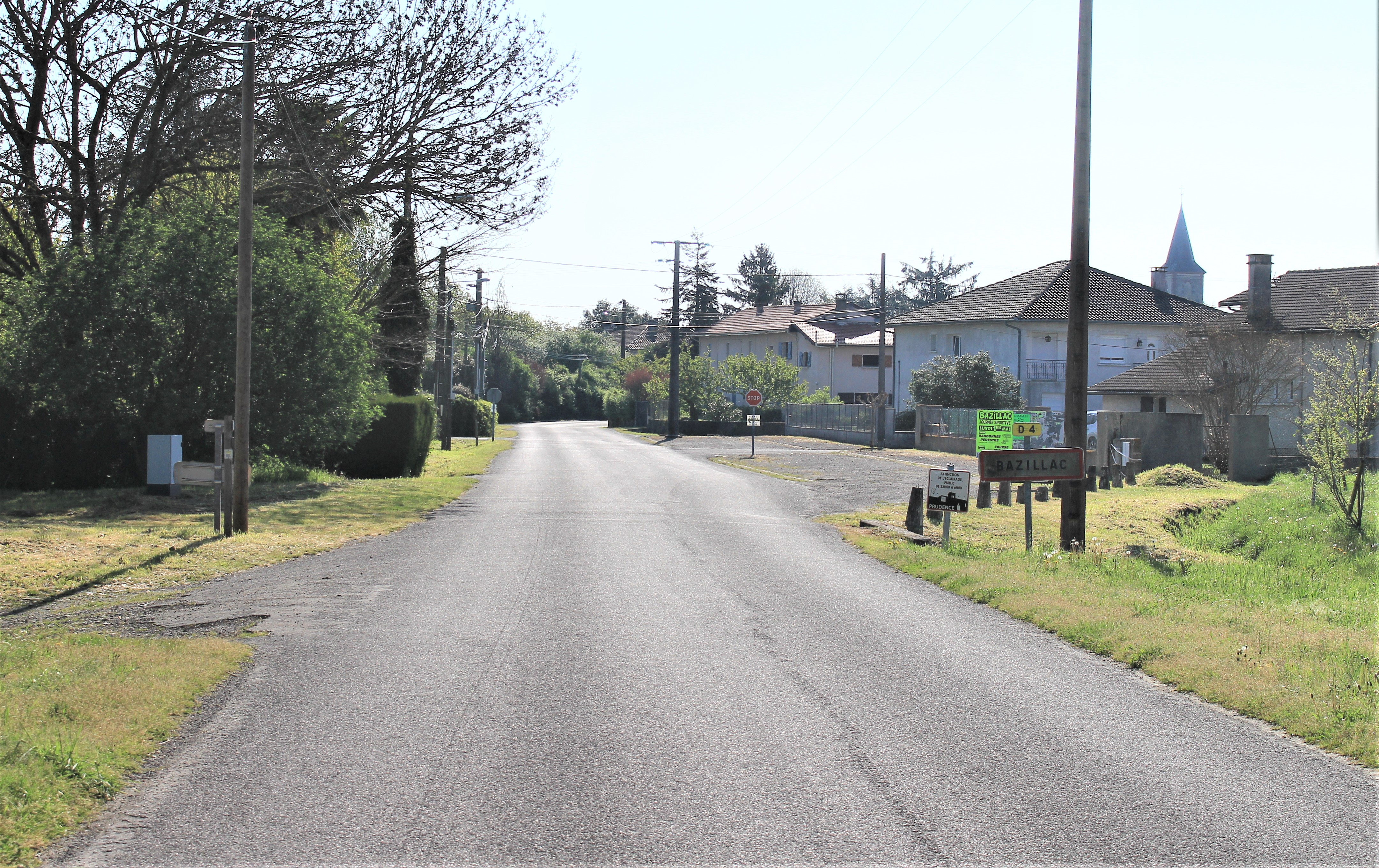
Entrée Ouest de Bazillac.
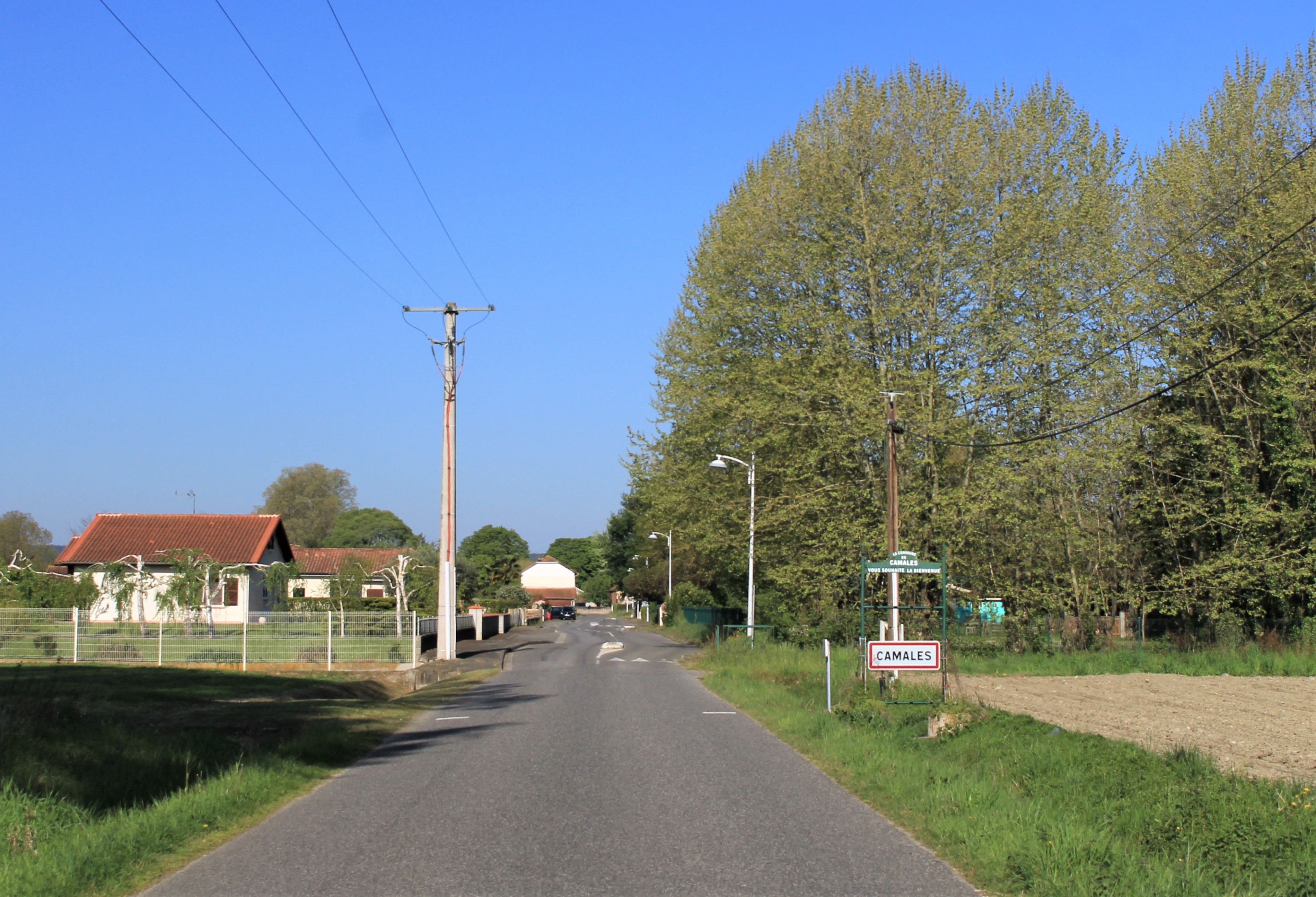
Entrée Ouest de Camalès.